# Copris laevigatus
Copris laevigatus är en skalbaggsart som beskrevs av Gillet 1927. Copris laevigatus ingår i släktet Copris och familjen bladhorningar. Inga underarter finns listade i Catalogue of Life.